# Sönke Wortmann
Sönke Wortmann (n. 25 august 1959, Marl) este un fost jucător de fotbal, regizor și producător german de film.

## Date biografice
Wortmann este fiul unui minier, după bacalaureat a avut dorința de a deveni fotbalist profesionist. Wortmann a jucat în liga a treia de fotbal la echipele  Westfalia Herne și SpVgg Erkenschwick. După spusele lui i-a lipsit ambiția și perseverența necesară pentru a urca mai sus în ierarhia fotbalului. Astfel el studiază sociologie în Münster, urmat de o școală pentru regizori din München. O perioadă a studiului a petrecut-o la Royal College of Art din Londra. În timpul studiului și-a câștigat existența ca actor sau ca șofer de taximetru. Wortmann este angajat în acțiuni de protecție a mediului înconjurător. El este căsătorit cu actrița Cecilia Kunz cu care trei copii.

## Filmografie

### ca Regizor
- 1984: Anderthalb
- 1985: Nachtfahrer
- 1986: Fotofinish
- 1988: Hochzeit des Figaro
- 1988: Drei D
- 1990: Eine Wahnsinnsehe (TV)
- 1991: Allein unter Frauen
- 1992: Kleine Haie
- 1993: Mr. Bluesman
- 1994: Der bewegte Mann
- 1996: Das Superweib
- 1996: Charley’s Tante (TV)
- 1998: Der Campus
- 1999: St. Pauli Nacht
- 2001: Der Himmel von Hollywood
- 2003: Das Wunder von Bern
- 2006: Freunde für immer – Das Leben ist rund (TV Sat.1)
- 2006: Deutschland. Ein Sommermärchen
- 2009: Die Päpstin
- 2012: Das Hochzeitsvideo

### ca Actor
- 1987–1991: Die glückliche Familie (Ritchie)
- 1997: Knockin’ on Heaven’s Door

### ca Producător de film
- 2001: Lammbock – Alles in Handarbeit
- 2005: Arnies Welt
- 2008: Hardcover
- 2009: Hangtime – Kein leichtes Spiel
- 2011: Eine Insel namens Udo
- 2012: Ruhm